# Oronz
Oronz (cooficialmente en euskera: Orontze) es una villa y municipio español de la Comunidad Foral de Navarra, situado en la Merindad de Sangüesa en la comarca de Roncal-Salazar, en el valle de Salazar y a 82 km de la capital de la comunidad, Pamplona. Su población en 2024 fue de 51 habitantes (INE).
Su gentilicio es oronztarra, tanto en masculino como en femenino.

## Demografía
Oronz cuenta con una población de 51 habitantes (INE 2024).
| Gráfica de evolución demográfica de Oronz entre 1842 y 2021 |
| |
| Población de derecho según los censos de población del INE Población de hecho según los censos de población del INEEn este censo se denominaba Orouz: 1842 En estos censos se denominaba Oronz: 1857, 1860, 1877, 1887, 1897, 1900, 1910, 1920, 1930, 1940, 1950, 1960, 1970, 1981, 1991 y 2001 |

## Enlaces externos

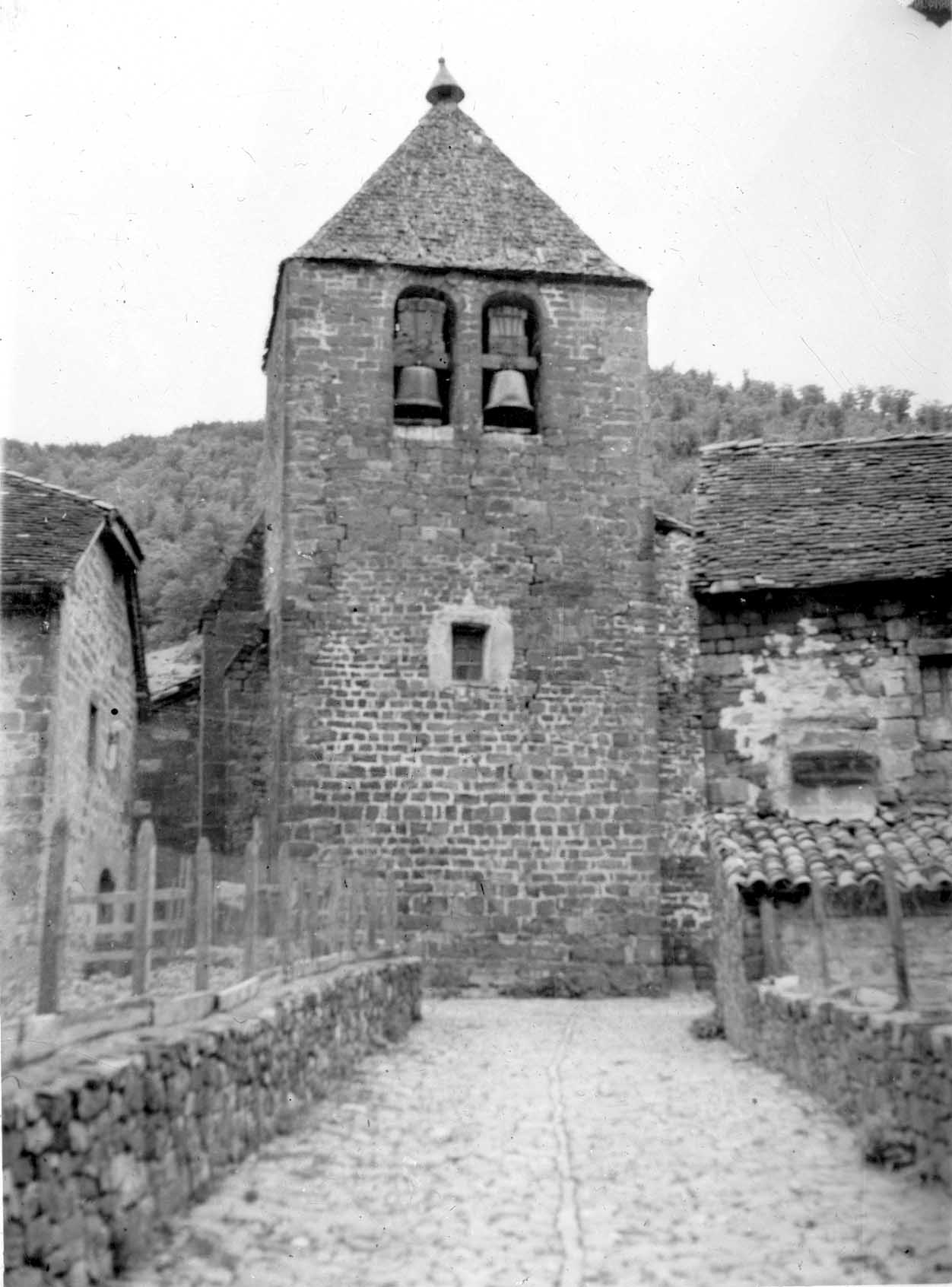
Iglesia de Oronz en junio de 1953 tomada por Indalecio Ojanguren